# ماوراء (فیلم ۲۰۱۲)
ماوراء (انگلیسی: Beyond) یک فیلم دلهره‌آور روان‌شناختی آمریکایی محصول سال ۲۰۱۲ با بازی جان ویت، تری پولو و درموت مالرونی است. این فیلم به کارگردانی جوزف روسناک به‌طور کامل در لوکیشن انکوریج، آلاسکا فیلمبرداری شد.

## داستان
یک کارآگاه که در جستجوی یک کودک گم شده است، توسط یک روان‌شناس رادیویی که ادعا می‌کند می‌تواند بینایی‌ها را از طریق چشمان کودک ببیند و به سر نخ‌ها نزدیک شوند.

## انتشار
این فیلم به صورت ویدئویی در بریتانیا در ۳۰ ژانویه ۲۰۱۲، آلمان در ۳۰ مارس ۲۰۱۲ و ایالات متحده در ۲۲ می ۲۰۱۲ به صورت دی‌وی‌دی منتشر شد.

## بازخوردها
کریس هولت از مجله ستار دار به این فیلم امتیاز ۵ از ۱۰ ستاره داد و نوشت: «... مهم نیست که چقدر سرگرم کننده باشد، هیچ کس هرگز متقاعد نمی‌شود که این فیلم شانسی در سینما داشته باشد».